# Ronchin
Ronchin é uma comuna francesa na região administrativa de Altos da França, no departamento do Norte. Estende-se por uma área de 5.42 km². Em 2010 a comuna tinha 19 599 habitantes (densidade: 3 616,1 hab./km²).